# Švýcar (rybník)
Švýcar je rybník na jihozápadním okraji Jevan v okrese Praha-východ ve Středočeském kraji. Rozloha rybníka je 3,6 ha. Celkový objem činí 50,0 tis. m³. Retenční objem činí 19,0 tis. m³.

## Popis
Rybník Švýcar má protáhlý, obloukovitý tvar. Z větší části je obklopen lesem, pouze na východ je lemován ulicí Pražská a následuje lesní zástavba. Na západě vede lesní cesta, která postupně přechází v asfaltku. Po té vede červená turistická značka a naučná stezka Voděradské bučiny. V zátočině se nachází tzv. Rektorská chata patřící České zemědělské univerzitě v Praze. Na západě též rybník hraničí s národní přírodní rezervací Voděradské bučiny. Rybník je napájen Jevanským potokem na severu, bezejmenným potůčkem na východě a jiným bezejmenným potokem na západě stékajícím z Voděradských bučin. Odtéká přes hráz orientovanou východ-západ na jih do Jevanského rybníka. Severní břeh na přítoku je podmáčený.

## Galerie

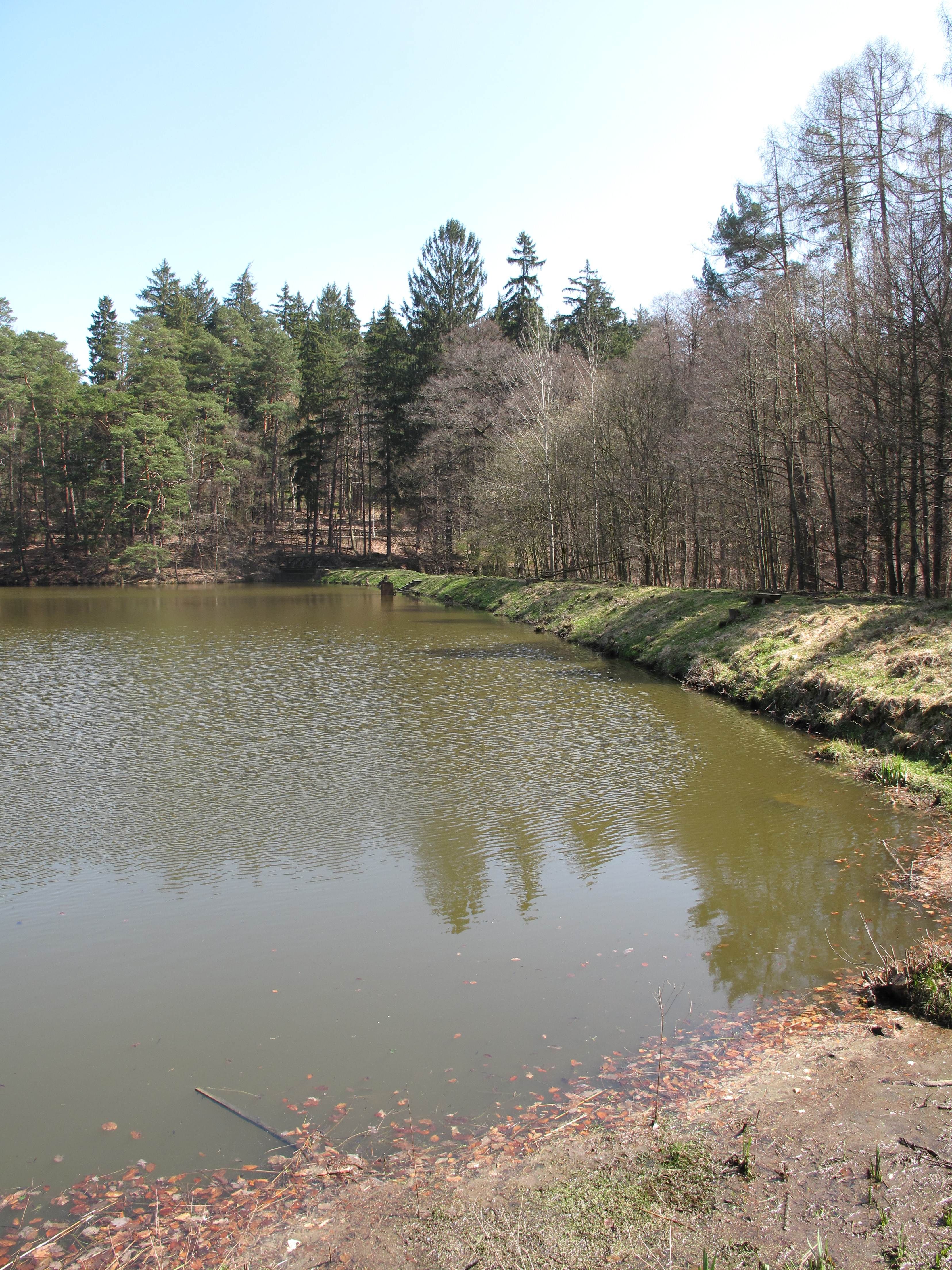
Hráz
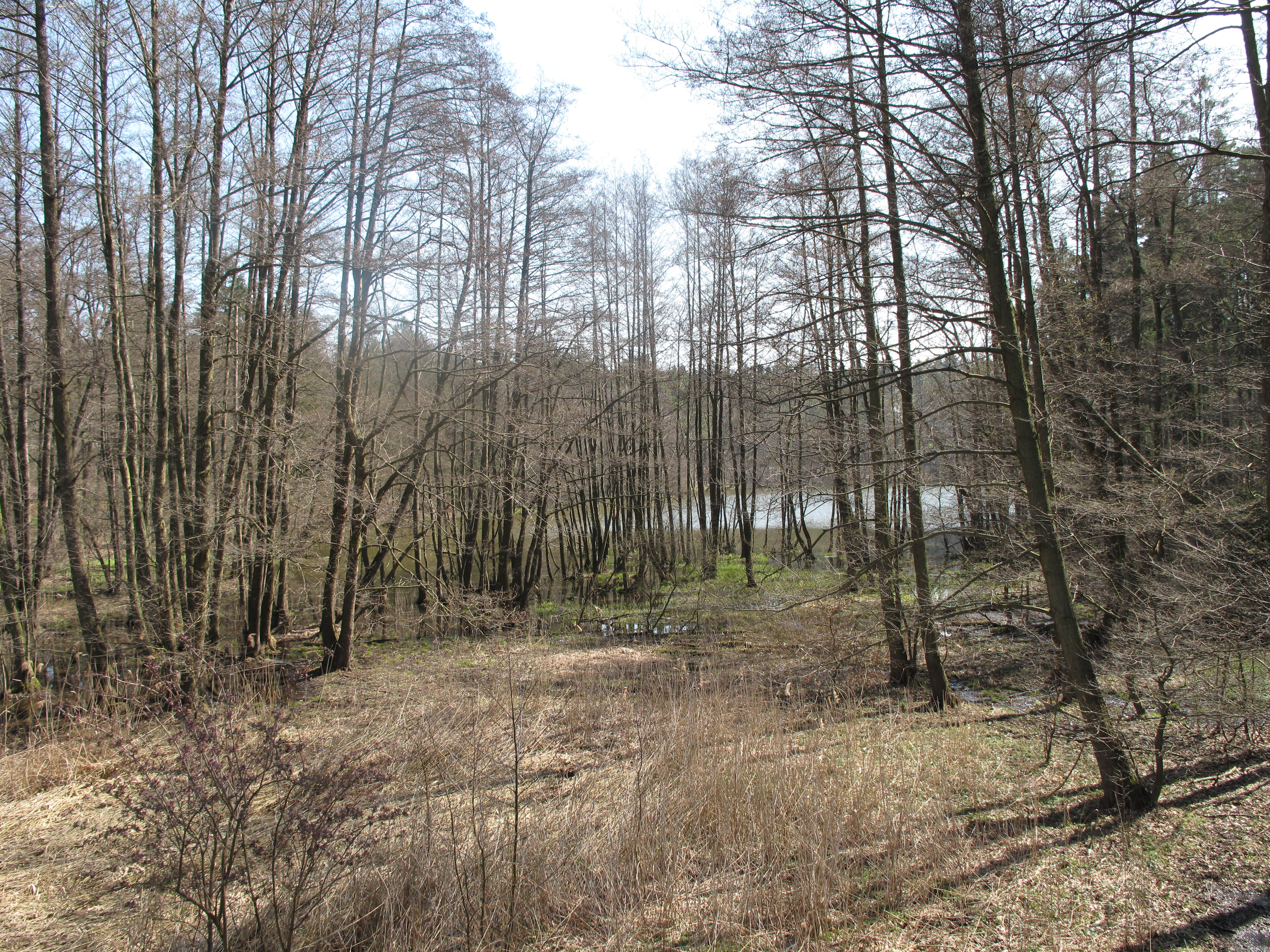
Podmáčený břez na severu